# Hinterweiler
Hinterweiler település Németországban, Rajna-vidék-Pfalz tartományban. Lakosainak száma 236 fő (2023. december 31.).

## Népesség
A település népességének változása:
| Lakosok száma | 276  | 199  | 203  | 216  | 229  | 236  |
|               | 1975 | 2017 | 2019 | 2021 | 2022 | 2023 |